# Tito Alonso
Óscar "Tito" Alonso (1926-1979) fue un actor argentino que trabajó en películas argentinas entre las décadas de 1940 y 1970.
Estuvo casado con María Rosa Gallo.

## Trayectoria
Participó como intérprete en las siguientes películas:
- Operación Guante Verde (no estrenada comercialmente, 1974)
- La malavida (1973)
- Nino (1972)
- Juan Manuel de Rosas (1972)
- Turismo de carretera (1968)
- La buena vida (1966)
- Psique y sexo (1965)
- Los tímidos visten de gris (inédita - 1965)
- Canuto Cañete y los 40 ladrones (1964)
- Aconcagua (rescate heroico) (1964)
- Interpol llamando a Río (1962)
- Mi novia es otra (inédita - 1962)
- Campo arado (1959)
- Campo virgen (1958)
- Procesado 1040 (1958)
- Una cita con la vida (1958)
- Los torturados (1956)
- Goleta austral (inédita - 1956)
- Sinfonía de juventud (1955)
- El cura Lorenzo (1954)
- Ellos nos hicieron así (1953)
- Sala de guardia (1952)
- Fierro a fondo (inédita - 1952)
- Yo soy el criminal (1951)
- La última escuadrilla (1951)
- Camino al crimen (1951)
- Arrabalera (1950)
- Filomena Marturano (1950)
- De hombre a hombre (1949)
- Apenas un delincuente (1949)
- Mis cinco hijos (1948)
- El misterio del cuarto amarillo  (1947)
- A sangre fría (1947)
- Pampa bárbara (1945)
- Éramos seis (1945)
- María Celeste (1945)
- Malambo (1942)
- Los chicos crecen (1942)
- Águila Blanca (1941)
- El inglés de los güesos (1940)